# Lubomír Zajíček
Lubomír Zajíček   (Brno, 15 de febrer de 1946 - Brno, 14 de maig de 2013) fou un jugador de voleibol txec que va competir sota bandera txecoslovaca durant les dècades de 1960 i 1970.
El 1968 va prendre part en els Jocs Olímpics de Ciutat de Mèxic, on guanyà la medalla de bronze en la competició de voleibol. Quatre anys més tard, als Jocs de Múnic,fou sisè en la mateixa competició. En el seu palmarès també destaca una medalla de plata al Campionat d'Europa de voleibol de 1971. A nivell de clubs guanyà quatre edicions de la lliga txecoslovaca, 1965 i 1967 amb el Spartak Brno ZJŠ i 1973 i 1975 amb el Dukla Liberec.